# Liste der Naturschutzgebiete im Landkreis Pfaffenhofen an der Ilm
Im Landkreis Pfaffenhofen an der Ilm gibt es vier Naturschutzgebiete. Zusammen nehmen sie eine Fläche von etwa 177 Hektar im Landkreis ein. Das größte Naturschutzgebiet ist das 1986 eingerichtete Naturschutzgebiet Nöttinger Viehweide und Badertaferl.
| Name                                | Bild | Kennung                   | Kreis                                                  | Einzelheiten | Position | Fläche Hektar | Datum |
| ----------------------------------- | ---- | ------------------------- | ------------------------------------------------------ | --- | -------- | ------------- | ----- |
| Königsau bei Großmehring            | BW   | NSG-00281.01 WDPA: 164198 | Landkreis Eichstätt, Landkreis Pfaffenhofen an der Ilm | Großmehring Feuchtgebiet, bestehend aus einem Altwasserarm der Donau sowie zwei ehemaligen Kiesgruben. Landkreis Eichstätt 27,40 ha, Landkreis Pfaffenhofen an der Ilm 2,21 ha | ⊙        | 29,61         | 1986  |
| Nöttinger Viehweide und Badertaferl |      | NSG-00270.01 WDPA: 82259  | Landkreis Pfaffenhofen an der Ilm                      | | ⊙        | 148,06        | 1986  |
| Oberstimmer Schacht                 | BW   | NSG-00572.01 WDPA: 164902 | Landkreis Pfaffenhofen an der Ilm                      | | ⊙        | 18,39         | 2000  |
| Windsberg                           | BW   | NSG-00239.01 WDPA: 166325 | Landkreis Pfaffenhofen an der Ilm                      | | ⊙        | 8,38          | 1985  |
| Legende für Naturschutzgebiet       |      |                           |                                                        | |          |               |       |